# Carlos Mendizábal Brunet
Carlos Mendizábal Brunet (Zaragoza, 13 de septiembre de 1864 - Málaga, 1949) fue un militar, ingeniero y escritor español.
Nacido en Zaragoza, hijo de Joaquín Mendizábal, originario de Azcoitia y catedrático de francés en el Instituto de Zaragoza, y Carolina Brunet. En 1875 su padre y cuatro de sus hermanos mueren a causa de la viruela, sobreviviendo sólo la madre, embarazada, y el pequeño Carlos. Muy joven ingresó en la escuela militar de Guadalajara y se graduó a los 22 años como número uno de su promoción. 
Tras varios destinos como militar, en 1890 redactó el proyecto de alumbrado público de Zaragoza. Un año más tarde se casa con la aragonesa Ana María de la Puente Cabezas, con la que tendrá 9 hijos, y se pone a trabajar para Altos Hornos de Vizcaya. En 1893 ya era director de la empresa, pero en 1901 perdió el puesto por defender a los trabajadores en una huelga, aunque obtuvo una indemnización de 25.000 pesetas de le época.
Volvió a Zaragoza y fundó “Maquinaria y Metalurgia Aragonesa” de la que fue gerente de 1902 a 1908. En 1908 fundó en Barcelona el “Sindicato de Patentes Mendizábal”. En 1912 fundó el “Sindicato del Avión Mendizábal”, avión que se adelantaría a los Fokker-Wulf en su tecnología para solucionar la estabilidad transversal. El verano de 1914 Carlos, y su hermano José, realizaron pruebas con un hidroavión de fabricación alemana que montaron en la localidad costera de la Ampolla.
Tres años más tarde, en 1917, formó en Zaragoza la “Comisión de Estudios Electrosiderúrgicos” y más tarde redactaría proyectos de fábricas de aceros para Santa Eulalia en Teruel (1918) y Calatayud (1921).
De 1923 a 1926 ocupó el puesto de director general para luchar contra el contrabando en Andalucía. No tuvo éxito, ya que su exceso de entusiasmo llevó al abandono de muchos gendarmes.
A partir de 1926 se dedicó al cinisófoto, un invento que mejoraba la calidad de la proyección de películas y del que funcionaron con éxito prototipos en París y Berlín.

## Obra
La obra de Mendizábal se caracteriza por tener un tono marcadamente moral y religioso.

### Elois y Morlocks
Elois y Morlocks. Novela de lo por venir fue publicada bajo el seudónimo de Dr. Lázaro Clendábims en Barcelona en 1909. Escrita en Zaragoza en 1908, fue publicada por la editorial Herederos de Juan Gil, cuyo director era Modesto Hernández Villaescusa, uno de los líderes del movimiento social católico. 
El libro se basa en La máquina del tiempo de H. G. Wells, que amplía y explica con una segunda parte. Mendizábal había leído el original en inglés y adapta su obra al estilo del original. La obra está narrada desde el punto de vista del misionero Zacarías M. Blondel, supuesto hermano del viajero en el tiempo de Wells, Bryant, y que participa en el segundo viaje. Las notas de Blondel las recoge y publica el doctor Lázaro Clendabíns, médico del barco que recoge el Kronodromos tras su segundo viaje.
La historia comienza con la partida de los dos viajeros, Bryant y Blondel. La primera parada a principios del siglo XXI presenta un mundo en el que toda la población se concentra en 60 megalópolis y las grandes sociedades explotan a los trabajadores a razón de un explotador por cada cien mil explotados en un régimen brutal. Horrorizados, los dos hermanos huyen hacia el siglo XXIV.
En el siglo XXIV la tierra se divide entre la superficie, con sus Ciudades del Placer y el resto del planeta que ha sido talado para dar paso a campos de cultivo, y las profundidades. La población ha sido dividida en castas, que tienen derecho a permanecer en la superficie y a pasar temporadas en las Ciudades del Placer más o menos tiempo según la casta. En las Ciudades del Placer los servidores subterráneos proveen de todo lo necesario, incluyendo píldoras del placer. Allí el amor es libre y las mujeres dominan a los hombres, al modo de arañas epeiras. Describe máquinas charladoras que sustituyen a los periódicos y a los libros y que pueden funcionar de forma fotofónica, es decir como, reproductores de video. También se ha conseguido dominar la energía solar y el clima. En los abismos se hacinan millones de personas deformes que trabajan 16 horas al día y no han visto la luz del Sol jamás. La pérdida de la fe es el mal fundamental que aqueja a esta sociedad, proceso que, como los demás, tiene su origen en el siglo XX.
En los siguientes saltos la sociedad no se modifica más, sino que abunda en la forma del siglo XXIV: los habitantes de la superficie se vuelven cada vez más infantiles hasta evolucionar en los elois, lindos muñequitos, y los de los abismos cada vez más bárbara evolucionando en los morlocks, monos degenerados. Los elois, con la inteligencia de niños de pocos años, son frugívoros y se refugian en las ruinas de las antiguas ciudades para dormir, dónde son atrapados por los morlocks para ser devorados.
A su llegada en el siglo ocho mil, Bryant es asesinado por los morlocks. Blondel decide salvar a los habitantes a través de la religión, comenzando con los elois. Estos son demasiado simples para aprehender los conceptos necesarios para la religión, por lo que acaba intentándolo con los morlocks. Consigue convertir a algunos morlocks al cristianismo, haciéndolos vegetarianos y enseñándoles el cultivo de cereales y la fabricación de pan. Finalmente se crea una raza intermedia los moreloi de madre eloi y padre morlock. En cambio, no les enseñará a leer ni a escribir ni instruirá un sacerdocio.
Tras convertir el planeta al cristianismo, regresa al año 1906 con un moreloi. Un error de cálculo lo hace llegar al mar y se pierden el moreloi y la máquina del tiempo. Blondel es recogido por un barco, cuyo médico Clendabíms traduce el relato al castellano y lo publica en España. Blondel, tras intentar que le dejen misionar en Europa, es enviado a las islas Gilbert dónde es martirizado por los salvajes.

### Otras obras
- Anafrodisis (Barcelona, 1922)

Novela psicológica en la que una mujer ligera de cascos vive con un hombre excepcionalmente casto que intenta moralizarla. Aunque el hombre con cae en la tentación, la historia acaba mal.
- Pygmalion y Galatea (Barcelona, 1922)

En la línea del Frankenstein de Shelley, un científico materialista crea una copia de la mujer que pretende, que está casada y se niega por sus convicciones religiosas. La copia creada no será más que una muñeca de carne sin alma.
- Su primer baile (Barcelona, 1924)

Alegato en versos endecasílabos contra los tangos descocados.
- La colisión (Barcelona, 1925)

Novela que pretende hacer pasar por un hecho real. Un almirante inglés se suicida poniendo rumbo de colisión con otro barco en unas maniobras navales. La causa está en la muerte de su hija, casada con un príncipe y que fue asesinada por razones de estado y las intrigas de la reina madre.

### Obra inédita
- Electromoribundia

Los japoneses consiguen dejar sin electricidad a Europa y Estados Unidos para dominarlos. El caos se extiende por los países atacados.
- Ceguera

Una explosión solar deja ciego a occidente, lo que Rusia aprovecha para invadirlos. Los países occidentales responden con la bomba atómica. Finalmente una segunda explosión solar deja ciego a todo el planeta.
Esta novela inacabada es consecuencia de la impresión que causó en Mendizábal la explosión de la primera bomba atómica. La obra fue completada por su hijo, Ignacio, y publicada en 1983 con el seudónimo Zacarías M. Blondel bajo el título La ira del Sol.